# Aero 10
Der Aero 10 (auch Aero 500) war ein tschechoslowakisches Automobil, das von 1929 bis 1932 von Aero gebaut wurde.
Es war das erste Fahrzeug dieser Marke und wurde aus dem Enka entwickelt. Der Aero wurde wegen des typischen Geräuschs des Handanlassers auch „Klingler“ (tschechisch „Cinkac“ oder „Cililink“) genannt.
Der Einzylinder-Zweitakt-Motor hatte einen Hubraum von 499 cm³ und leistete 10 PS. Die Hinterachse hatte kein Differentialgetriebe, und die Bremse wirkte nur mechanisch auf die Hinterräder. Mit Hinterradantrieb und Dreiganggetriebe erreichte der Wagen eine Höchstgeschwindigkeit von rund 70 km/h. Der Kraftstoffverbrauch belief sich auf 5 l/100 km.
Insgesamt wurden 1360 Exemplare gebaut.

## Motorsport und Langstreckenfahrten
Noch vor Präsentation des Fahrzeugs auf dem Prager Automobilsalon im Oktober 1929 nahmen Bohumil Turek und Antonin Nahodil an der Sternfahrt Prag–Paris–Brest–Prag (3613 km) teil. Anschließend fuhren sie die Strecke Prag–Hamburg–Prag (1300 km). Sie benötigten für diese Fahrt insgesamt 184 Stunden und 35 Minuten, was einem Durchschnitt von 26,6 km/h entspricht. Damit erreichten sie den Gesamtsieg. Damit wurden Marke und Fahrzeug in ganz Europa bekannt. Turek wurde anschließend zum Leiter der Testabteilung.
Bei der ADAC-Fahrt Berlin-Prag-Manzanares (Spanien) und zurück erreichte Turek 1930 einen Schnitt von 48,8 km/h, was dem Klassensieg in der Kleinwagenklasse entsprach. Im gleichen Jahr nahm ein Aero-Werksteam an der Sternfahrt anlässlich des Prager Autosalons 1930 teil, darunter auch mit dem Fahrzeug, das bereits die Spanienfahrt hinter sich hatte, und konnte dabei die Markenwertung für sich entscheiden.
Bei der ADAC-Fahrt Berlin-Manzanares-Berlin 1931 konnte Turek den Gesamtsieg vor dem Zweitplatzierten Hans Stuck auf Mercedes-Benz erringen.
Im Jahr 1932 benutzte der Motorjournalist František Alexander Elstner den Aero 10 für eine Expedition nach Albanien. Die mehr als 3300 km lange Strecke absolvierte Elster mit zwei Beifahrern von Prag über Österreich und Dalmatien nach Albanien und in großem Bogen wieder zurück nach Prag.